# Jan Monchablon
Pour les articles homonymes, voir Monchablon.
Jan Monchablon, pseudonyme de Jean Baptiste Monchablon, né le 6 septembre 1854 à Châtillon-sur-Saône, où il est mort le 2 septembre 1904, est un peintre français.

## Biographie
Son père Claude Ferdinand Monchablon, né en 1815, originaire de Bar-le-Duc, est officier de santé. Sa mère, Marie Joséphine Vagneux, née en 1820, est originaire de Rupt-aux-Nonains dans la Meuse. Jean Baptiste Monchablon fait ses études au collège Notre-Dame à Nantes.
En 1875, il est professeur à Quimper. Il entre en 1881 à l'École des beaux-arts de Paris dans l'atelier de Jean-Paul Laurens et dans celui d'Alexandre Cabanel de 1883 à 1884.
Attiré par la peinture des maîtres flamands, il part en 1886 pour les Pays-Bas à Leyde, où il exécute des paysages. Il marque sa passion pour ce pays en signant désormais « Jan » Monchablon. Il est lauréat du premier prix de Rome en peinture en 1903 sur le thème du Retour de l'enfant prodigue. 
Il épouse Fanny Élisa Julien, fille d'un accordeur de piano. Ensemble, ils se rendent régulièrement dans son village natal de Châtillon-sur-Saône aux confins des Vosges, de la Haute-Marne et de la Haute-Saône. Il y peint la majorité de ses paysages.
Beaucoup de ses œuvres sont conservées aux États-Unis[réf. nécessaire].
Il meurt le 2 octobre 1904 à Châtillon-sur-Saône, où il est enterré.
En 1909, son ami et marchand d'art américain Roland Knoedler commande à Antoine Bourdelle un monument à sa mémoire.

## Collections publiques
États-Unis
- Milwaukee, Milwaukee Art Museum :

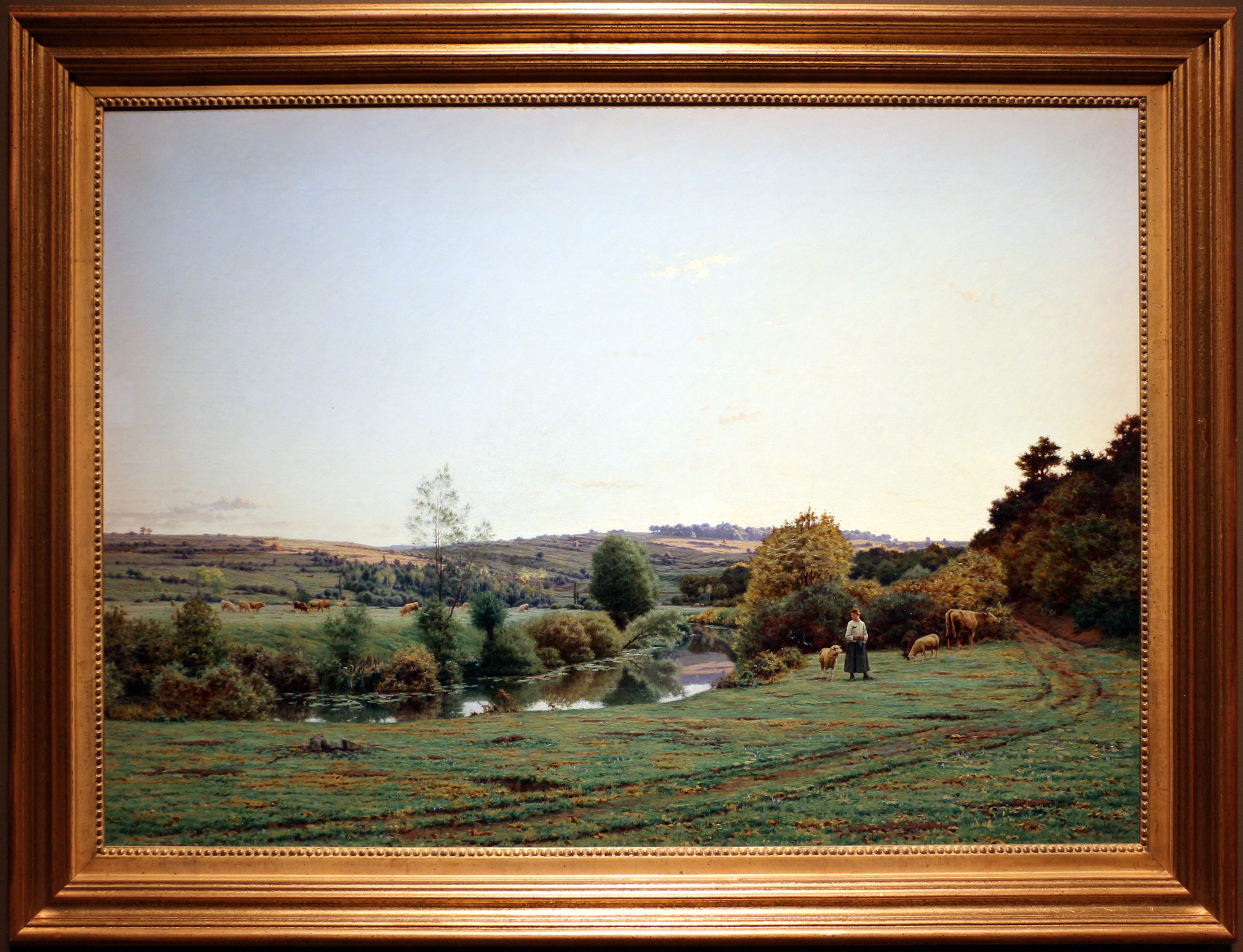
Le Ruisseau (1889), Milwaukee Art Museum.

  - Vendanges en Normandie, 1886, huile sur toile ;
  - Le Ruisseau, 1889, huile sur toile.
- Stockton, Haggin Museum (en) : trois tableaux.

France
- Amiens, musée de Picardie : un tableau.
- Chambéry, musée des Beaux-Arts : un tableau.
- Châtillon-sur-Saône, musée de Châtillon :
  - fonds de 35 tableaux et reproductions, dont :
    - La Lecture de la lettre dans le jardin, huile sur toile ;
    - La vieille Croix de Châtillon, huile sur toile[5].
- Nancy, musée des Beaux-Arts : un tableau[6].
- Nantes, musée des Beaux-Arts : un tableau.
- Paris :
  - École nationale supérieure des beaux-arts : Le Retour de l'enfant prodigue, 1903, huile sur toile, prix de Rome en peinture[3].
  - palais Bourbon : Pont sur la Saône, à Châtillon, huile sur toile[7].
- Localisation inconnue :
  - Les Funérailles de Moïse, Salon de 1869, huile sur toile, achat de l'État, localisation inconnue.
  - La Saône à Lironcourt, Salon de 1898, huile sur toile, achat de l'État, localisation inconnue[8].

Russie
- Saint-Pétersbourg, musée de l'Ermitage : un dessin.

## Hommages
Le Monument à Monchablon sculpté par Antoine Bourdelle a été érigé en 1909 à Châtillon-sur-Saône. Le buste en bronze a été envoyé à la fonte sous le régime de Vichy. Le sculpteur Marcel Julius Joosen a sculpté un nouveau buste inspiré de celui de Bourdelle, aujourd'hui installé à l'écart du vieux village, sur une colline dominant les vallées de l'Apance. Un exemplaire du Buste de Jan Monchablon en bronze par Bourdelle est conservé au musée de Châtillon.
Depuis le 14 juillet 2010, la rue où se trouvait sa maison natale à Châtillon-sur-Saône porte son nom.